# Refuse/Resist
Refuse/Resist è un singolo del gruppo musicale brasiliano Sepultura, il secondo estratto dal loro quinto album in studio Chaos A.D., pubblicato il 5 settembre 1993.

## Descrizione
Parlando del brano, nel 2022 il cantante e chitarrista Max Cavalera ha detto di essere stato ispirato dalla scritta "Protest and survive/Refuse and resist" su una giacca di pelle di uomo mentre si trovava sulla metropolitana di New York. Nella stessa intervista ha aggiunto:
Nel 2023 il brano è stato inserito nella lista delle 100 migliori canzoni heavy metal di tutti i tempi redatta da Rolling Stone.

## Video musicale
Il video ufficiale del brano vede alternarsi scene del gruppo intento a esibirsi dal vivo ad altre di disordine pubblico e di protesta contro le autorità.

## Tracce
CD (Stati Uniti)
1. Refuse/Resist – 3:20 (testo: M. Cavalera – musica: Sepultura)
2. Cucificados pelo sistema – 1:04 (Gordo, Jába, Jão) – cover dei Ratos de Porão
3. Inhuman Nature – 3:12 (Martinez)
4. Policia – 1:48 (Titãs) – cover dei Titãs
5. Orgasmatron (Live) – 4:15 (Kilmister, Burston, Gill, Campbell) – cover dei Motörhead

CD (Brasile)
1. Refuse/Resist – 3:21 (testo: M. Cavalera – musica: Sepultura)
2. Crucificados pelo sistema – 1:04 (Gordo, Jába, Jão) – cover dei Ratos de Porão
3. Inhuman Nature – 3:11 (Martinez)
4. Drug Me – 1:54 (Biafra) – cover dei Dead Kennedys
5. Dead Embryonic Cells (Live) – 4:36 (Sepultura)
6. Desperate Cry (Live) – 6:10 (testo: Kisser – musica: Sepultura)
7. Orgasmatron (Live) – 4:15 (Kilmister, Burston, Gill, Campbell) – cover dei Motörhead

Vinile (Europa)
Lato A
1. Refuse/Resist – 3:19 (testo: M. Cavalera – musica: Sepultura)

Lato B
1. Inhuman Nature – 3:13 (Martinez)
2. Propaganda – 3:31 (testo: M. Cavalera – musica: Sepultura)

## Formazione
- Max Cavalera - voce, chitarra
- Andreas Kisser - chitarra
- Paulo Jr. - basso
- Igor Cavalera - batteria, percussioni